# Cryptocarya foveolata
Cryptocarya foveolata är en lagerväxtart som beskrevs av C. T. White & Francis. Cryptocarya foveolata ingår i släktet Cryptocarya och familjen lagerväxter. Inga underarter finns listade i Catalogue of Life.